# Jordi Cabré
Jordi Cabré i Trias (Barcelona, 25 de junio de 1974) es un abogado, periodista y novelista español. Colabora semanalmente con los periódicos Avui y El Punt, así como en varios medios audiovisuales.
Aunque había publicado su primera novela, Postal de Krypton, en el año 2000, el éxito le llegó entre los años 2002 y 2004, cuando publicó dos novelas bien acogidas por el público y por la crítica, llegando a quedar finalista en el Premio Sant Jordi de novela con Rubik a les palpentes y ganador en el Premio El Lector de la Odisea) con La pregària del diable. Con El virus de la tristesa, ganó el Premio Llorenç Villalonga de novela-Ciudad de Palma en 2005. Posteriormente publicó Després de Laura (2011) y, en 2018, ganó el Premi Sant Jordi con Digues un desig.

## Obras
- 2000 Postal de Krypton, Edicions del Bullent.
- 2003 La pregària del diable, Edicions Proa.
- 2004 Rubik a les palpentes, Edicions Proa.
- 2006 El virus de la tristesa, Editorial Moll.